# Beczki Grohmana w Łodzi
Beczki Grohmana – neogotycka zabytkowa brama zakładowa Fabryki Ludwika Grohmana, wybudowana w 1896 roku przy ulicy Targowej 46, na Księżym Młynie w Łodzi. 
Obecnie brama jest odrestaurowana i nie służy pierwotnym celom, stanowiąc dla turystów i pasjonatów jeden z najważniejszych symboli industrialnej Łodzi. 

## Charakterystyka

### Nazewnictwo
Brama po wybudowaniu stała się znakiem rozpoznawczym całego przedsiębiorstwa Rodziny Grohmanów. Najbardziej charakterystyczny element konstrukcji, stanowią białe kolumny, które zostały przez społeczność nazwane beczkami. Jest to określenie błędne, gdyż w rzeczywistości architekt przedstawił kolumny jako szpulki nici, z racji sfery działalności ówczesnego przedsiębiorstwa. Pomyłka wyniknęła z faktu upatrywania w nich zbiorników na wodę i sugerowaniem się bliską lokalizacją remizy ogniowej, mając w pamięci też dokonania pożarnicze Rodziny Grohmanów, zdobywając uznanie w krajowym i międzynarodowym środowisku. 

### Architektura

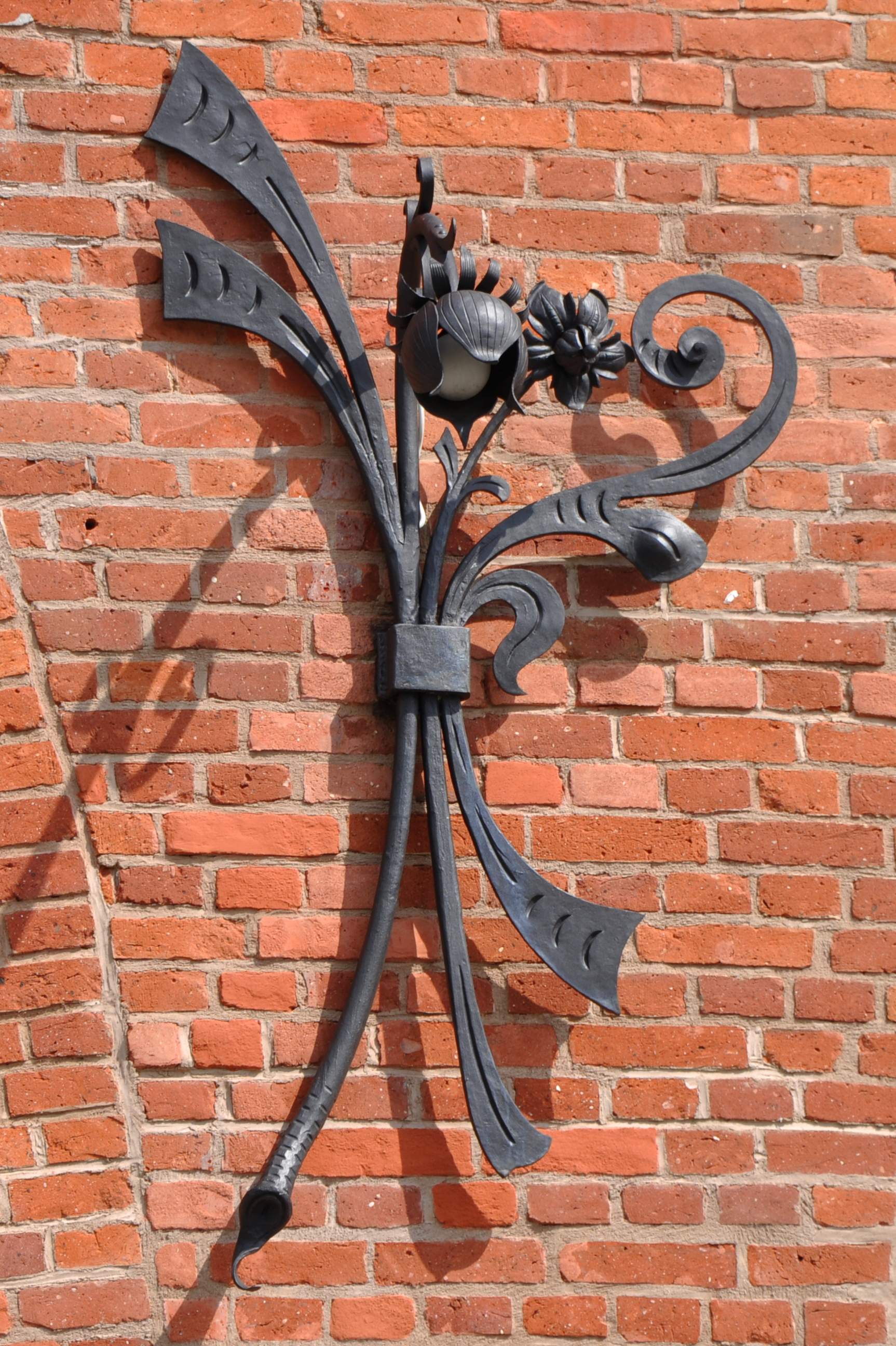
Jedna z lamp na bramie

Za projekt budowli odpowiada ówczesny łódzki architekt miejski, Franciszek Chełmiński. 
Brama jest zbudowana z nietynkowanej czerwonej cegły, nawiązując do architektury neogotyku. Neogotycki łuk oparty jest na dwóch kolumnach w kształcie szpulek nici. To one zostały właśnie błędnie nazwane beczkami. U dołu bramy znajdują się prostokątne drewniane ozdobne wrota, prowadzące do tkalni. Po bokach bramy znajdują się symetryczne okna z ozdobną secesyjną kratą. 
Nad wyższą arkadą jest zębaty szczyt przypominający średniowieczne zamki. U szczytu arkady umieszczono wykonaną w secesyjnym stylu żelazną rzeźbę, przypominającą sylwetkę orła z rozpostartymi skrzydłami. Rzeźba ta przetrwała okres okupacji i prób szczególnego zniemczenia Łodzi,  po 1950 roku zniknęła w nieznanych okolicznościach. 
Bramę w 2008 roku poddano renowacji i wyłączono z użytkowania, pozostawiając ją jako niepowtarzalne świadectwo historii i unikatową zabytkową atrakcję turystyczną.

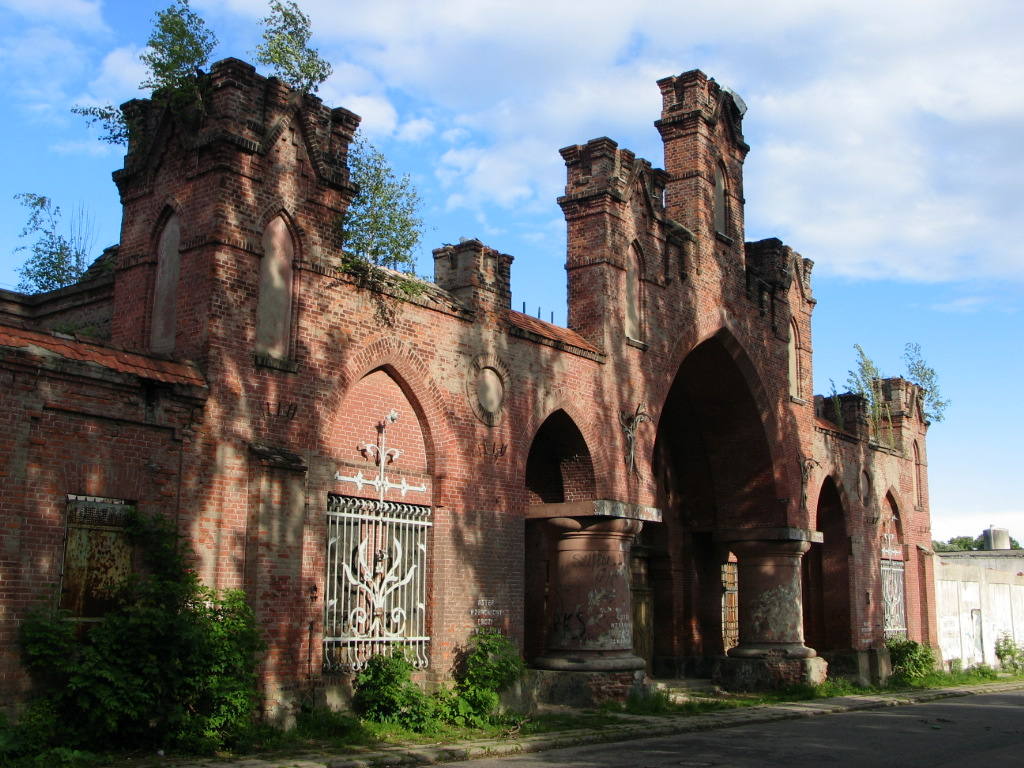
Beczki Grohmana przed renowacją (2006)

### Przeznaczenie
- W dwudziestoleciu międzywojennym brama prowadziła do fabryki Zjednoczonych Zakładów Włókienniczych Karola Scheiblera i Ludwika Grohmana SA w Łodzi, wtedy największego przedsiębiorstwa w Europie.

- Po znacjonalizowaniu przemysłu, w latach 1945–1989 mieściły się za nią Zakłady Przemysłu Bawełnianego im. Obrońców Pokoju „Uniontex”.

- Po latach cały kompleks zaadaptowano dla celów Łódzkiej Specjalnej Strefy Ekonomicznej, dokonując renowacji bramy.
- Obecnie 'Beczki Grohmana